# Sam Frangie
Sam Frangie (* im 20. Jahrhundert) ist ein ehemaliger australischer Snookerspieler, welcher zum Anfang der 1980er-Jahre verschiedene Amateurturniere in Australien gewinnen konnte und zwischen 1988 und 1992 vier Jahre lang als professioneller Snookerspieler in Erscheinung trat.

## Karriere
Frangie konnte 1981 mit einem Sieg über Harry Nenadich die New South Wales State Minor Snooker Championship, ein Turnier auf Ebene des Bundesstaates New South Wales, gewinnen, woran sich 1982 der Gewinn der australischen U23-Meisterschaft anschloss.
Schließlich nahm Frangie wenige Jahre später noch als Amateur an der Australian Professional Championship 1987 teil, bei der er durch Siege über Vladimir Potazsnyk und Paddy Morgan das Viertelfinale erreichte und in diesem gegen Robby Foldvari ausschied. Anschließend wurde er zur Saison 1988/89 Profispieler und erreichte mit einem Sieg über Lou Condo erneut das Viertelfinale der Australian Professional Championship, in dem er sich im Decider Warren King geschlagen geben musste. Zudem nahm er am dritten Event der WPBSA-Non-Ranking-Serie sowie an der Qualifikation für die Snookerweltmeisterschaft teil, wobei er jeweils sein Auftaktspiel mit 2:5 gegen Steve Meakin beziehungsweise mit 5:10 gegen Darren Morgan verlor. Auch wenn er im Folgenden kein einziges Profispiel mehr bestritt, wurde er kurze Zeit später während der Saison 1991/92 auf Weltranglistenplatz 155 geführt, bis er zum Ende dieser Saison seine Profikarriere nach nur vier Spielzeiten beendete.
Mehrere Jahre später nahm Frangie ohne größeren Erfolg an den australischen Snooker-Meisterschaften der Jahrgänge 1996 und 1997 teil, verlor aber jeweils sein Auftaktspiel.